# LaGrange County
LaGrange County is een county in de Amerikaanse staat Indiana. De county heeft een landoppervlakte van 983 km² en telt 34.909 inwoners (volkstelling 2000). 
De county telt vier towns, waaronder de hoofdplaats LaGrange. Daarnaast zijn er elf townships, waaronder Bloomfield Township.

## Bevolkingsontwikkeling

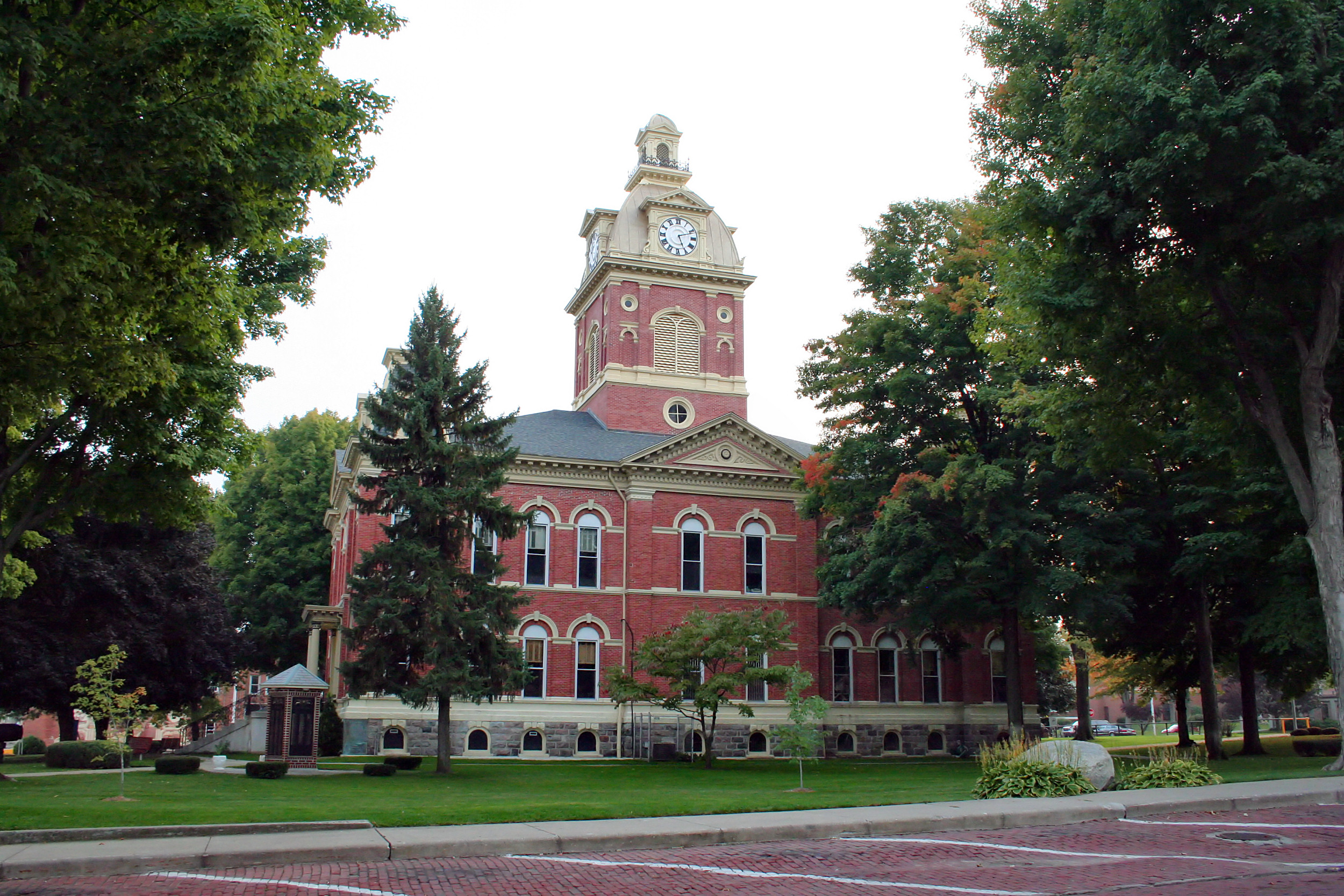
LaGrange County Courthouse